# Film noir

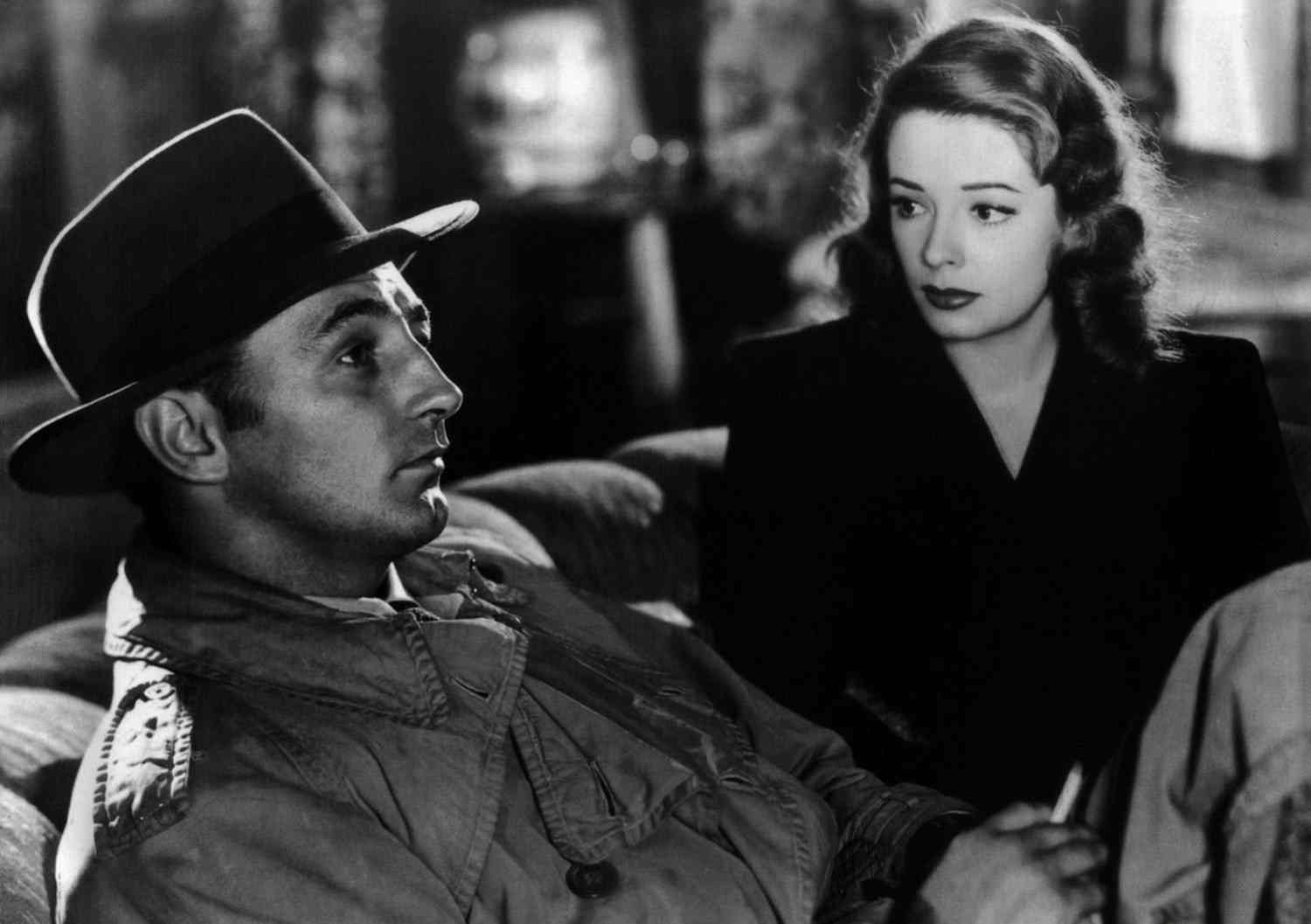
Skuggor ur det förflutna med Robert Mitchum och Jane Greer 1947.

Film noir (franska för "svart film") är en subgenre inom thrillerfilmen. Klassisk film noir, genrens tidigaste filmer, är en kategori svartvita kriminalfilmer från Hollywood, från 1940- och 1950-talen. Termen myntades av franska filmkritiker – därav det franskklingande namnet. Ljussättningen var dyster och handlingen kunde utspela sig mellan cyniska män och manipulerande kvinnor. Film noir kan ses som en direkt motsvarighet till den litterära stilen hårdkokt. En sentida efterföljare är filmgenren neo-noir.

## Stil och historik

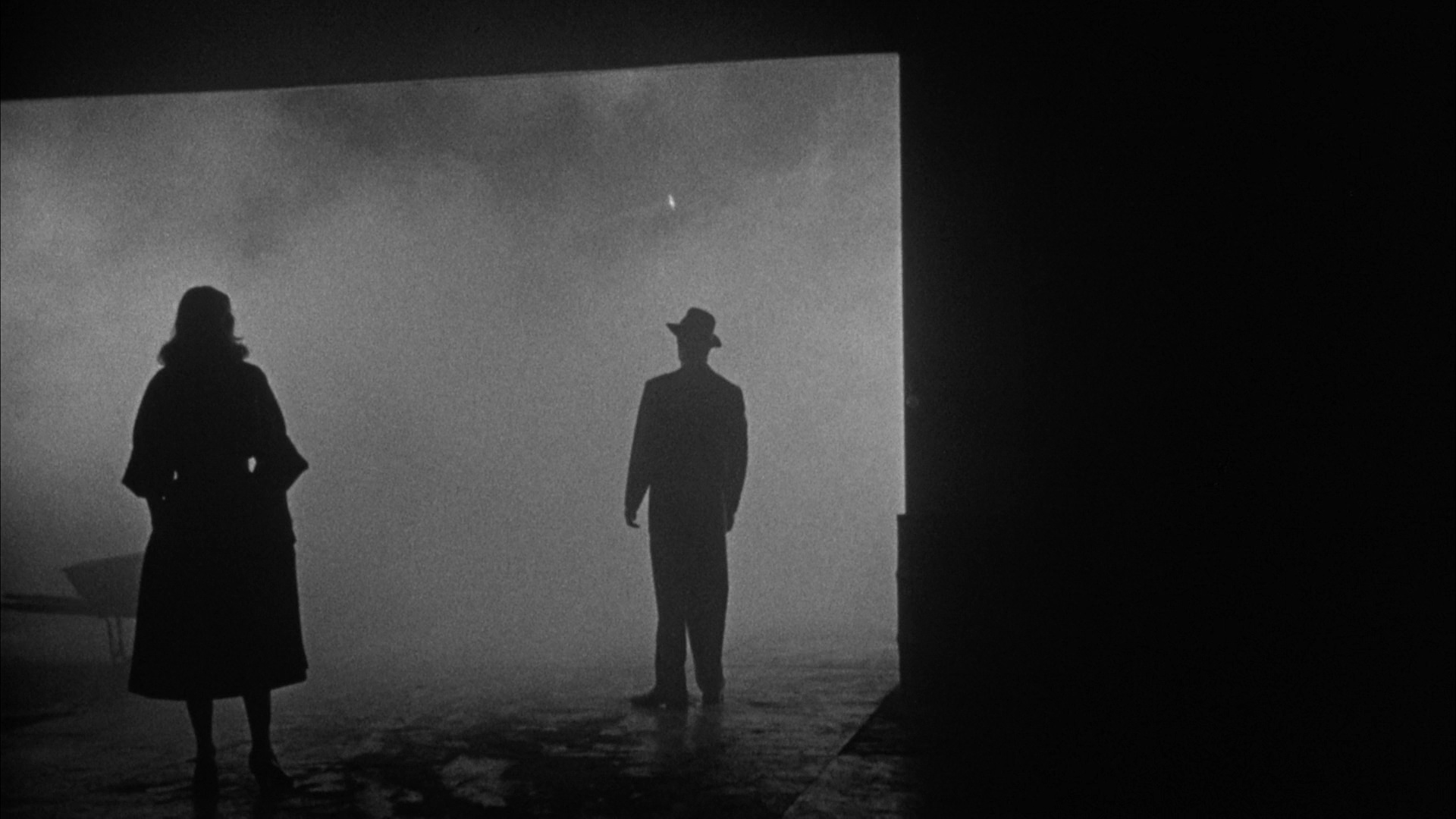
Låg kameraplacering, rök, siluetter och motljus i The Big Combo, från 1955.

Till genrens främsta kännetecken hör en cynisk och dyster värld av falskspel, svek, girighet, korruption och mord. Till stilen hör  osminkade skildringar av våld, sexualitet och brottslighet. Tekniskt utmärker sig genren bland annat av utmanande och sneda kameravinklar, lågt placerad kamera, nattscener och dramatiska ljus- och skuggeffekter, t.ex. Low-key, motljus, långa skuggor och siluetter. Återkommande drag var rök, regnvåta gator, neonljus, mörka gränder, nattklubbar, flashback-episoder, berättarröster, privatdetektiver samt en femme fatale – en farlig och förförisk kvinna. 
Flera av de största noir-filmerna, som Utpressning (The Big Sleep), Lady från Shanghai (The Lady from Shanghai), Kvinna i rött (Scarlet Street) och Kvinna utan samvete (Double Indemnity) är berömda för sina hårdkokta cynismer och kvicka repliker ofta präglade av sexuella anspelningar och självreflexiv humor. 
Som den första filmen i genren nämns ofta Stranger on the Third Floor (1940) med Peter Lorre i en av huvudrollerna.
Om filmnoirklassikern "Den tredje mannen" har C-J Charpentier skrivit boken "Jakten på Harry Lime" (ISBN 978-91-637-3172-3)

## Fransk film noir

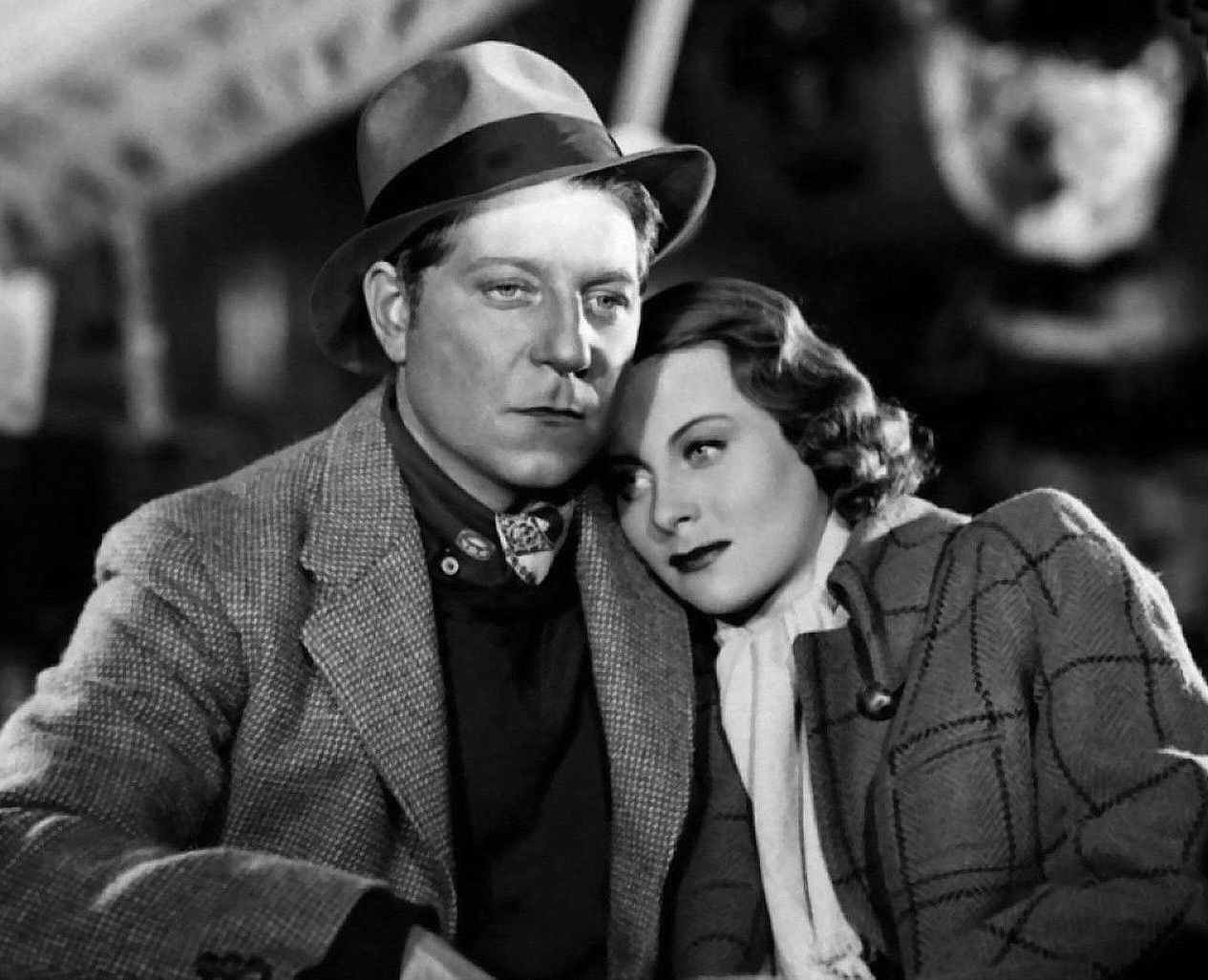
Jean Gabin och Michèle Morgan i Dimmornas kaj 1938.

Film noir som filmterm har också använts om vissa poetiskt realistiska franska filmer från 1930-talet. Exempel är Marcel Carnés Dimmornas kaj (1938), Hôtel du Nord (1938) och Dagen gryr (1939), som är präglade av undergångsstämningar i kombination med romantik.

## Populära företrädare
Några betydande regissörer: Billy Wilder, John Huston, Otto Preminger, Fritz Lang, Orson Welles, Robert Siodmak, Howard Hawks och Alfred Hitchcock. 
Några manliga skådespelare: Humphrey Bogart, Robert Mitchum, Edward G. Robinson, Dick Powell, Joseph Cotten, Glenn Ford och Fred MacMurray,
Några femme fatale: Barbara Stanwyck, Ava Gardner, Lana Turner, Jane Greer, Gene Tierney, Rita Hayworth och Lauren Bacall. 
De 10 mest populära film noir-filmerna på Internet Movie Database var februari 2013 följande:
1. Främlingar på tåg (1951)
2. M (1931)
3. Sunset Boulevard (1950)
4. Riddarfalken från Malta (1941)
5. Kvinna utan samvete (1944)
6. Den tredje mannen (1949)
7. Trasdockan (1955)
8. En djävulsk fälla (1958)
9. Utpressning (The Big Sleep, 1946)
10. Spelet är förlorat (1956)